# A tutta velocità
A tutta velocità (À toute vitesse) è un film del 1996 diretto da Gaël Morel nato da una produzione francese.
La pellicola, presentata nella Quinzaine des Réalisateurs del 49º Festival di Cannes, è uscita in Francia il 25 settembre 1996 ed è stata presentata il 21 giugno 1997 al San Francisco International Lesbian and Gay Film Festival.

## Trama
La pellicola racconta la storia di quattro ragazzi sbandati: Quentin un giovane scrittore dal successo molto promettente che sta scrivendo un romanzo sulla vita del gruppo, Samir un omosessuale immigrato che ha perso il proprio miglior amico e innamorato di Quentin, Julie una ragazza che vive fuori dagli schemi e Jimmy un ragazzo molto bello.